# Leszek Iwanicki
Leszek Ryszard Iwanicki (ur. 12 sierpnia 1959 w Warszawie) – polski piłkarz występujący na pozycji pomocnika, reprezentant Polski, gracz m.in. Legii Warszawa, Motoru Lublin i Widzewa Łódź.

## Kariera zawodnicza
Swoją karierę rozpoczął w warszawskich klubach DKS Targówek i Polonez Warszawa. Sezony 1981/1982 i 1982/1983 spędził w Legii Warszawa, w barwach której rozegrał 31 ligowych meczów i zdobył 1 bramkę. Sezon 1983/1984 rozpoczął w Motorze Lublin, z którym świętował największe sukcesy w swojej karierze. W 1985 został z dorobkiem 14 bramek królem strzelców polskiej ekstraklasy. Łącznie w barwach Motoru rozegrał 74 ligowe mecze i zdobył 26 bramek. 
Sezony 1986/1987–1988/1989 spędził w łódzkim Widzewie, w którego barwach rozegrał 74 mecze i zdobył 15 bramek. Jesień 1989 roku spędził w koreańskim Yukong Oil Seul, z którym zdobył mistrzostwo Korei Południowej. Na wiosnę sezonu 1989/1990 wrócił do łódzkiego Widzewa, w którego barwach występował do jesieni sezonu 1993/1994. Łącznie po powrocie rozegrał w barwach łódzkiego klubu 78 ligowych meczów i zdobył 23 bramki. 
Następnie reprezentował barwy: szwedzkiego klubu Umeå FC (jesień 1993), francuskiego La Roche VF (jesień sezonu 1993/1994), austriackiego SK Vorwärts Steyr (jesień sezonu 1993/1994), szwajcarskiego Urania Genève Sport (także na jesieni sezonu 1993/1994), Polonii Bytom (wiosna sezonu 1993/1994-jesień sezonu 1994/1995), RKS Radomsko (wiosna sezonu 1994/1995-jesień sezonu 1996/1997), Marko Walichnowy (wiosna 1996/1997), Zawiszy Rzgów (wiosna sezonu 1997/1998-jesień sezonu 2000/2001), a karierę zakończył wiosną sezonu 2000/2001 w Piaście Gliwice. Łącznie w polskiej lidze rozegrał 257 meczów i zdobył 65 bramek.

## Reprezentacja Polski
W reprezentacji Polski rozegrał 2 mecze (w 1987 roku): z Finlandią i Cyprem, ale nie zdobył ani jednej bramki.
| lp. | Data             | Miejsce | Przeciwnik | Rezultat | Rozgrywki       | Grał   | Uwagi |
| --- | ---------------- | ------- | ---------- | -------- | --------------- | ------ | ----- |
| 1.  | 18 marca 1987    | Rybnik  | Finlandia  | 3-1      | towarzyski      | od 46' |       |
| 2.  | 12 kwietnia 1987 | Gdańsk  | Cypr       | 0-0      | elim. Euro 1988 | od 66' |       |